# 서울마포경찰서
서울마포경찰서(서울麻浦警察署, Seoul Mapo Police Station)는 서울특별시경찰청이 관할하는 경찰서 중 하나이다. 서울특별시 마포구를 관할한다. 서울특별시 마포구 마포대로 183 (아현동)에 위치하고 있다.
서장은 총경으로 보한다.

## 조직
| - 112종합상황실 - 청문감사관 - 경무과 - 생활안전과 | - 여성청소년과 - 수사과 - 형사과 | - 경비과 - 교통과 - 정보보안과 |

## 관할 지구대
서울마포경찰서는 5개 지구대와 3개 파출소를 산하에 두고 있다.
| 명칭           | 사진 | 주소                        | 관할구역                                                                                        |
| -------------- | ---- | --------------------------- | ----------------------------------------------------------------------------------------------- |
| 공덕지구대     |      | 만리재로 14 (공덕동)        | 아현1·2·3동, 공덕1·2동, 신공덕동                                                                |
| 아현치안센터   |      | 서울 마포구 환일길 3        |                                                                                                 |
| 용강지구대     |      | 도화길 40 (도화동)          | 도화동, 용강동, 염리동, 토정동, 대흥동 일부, 신수동 일부                                        |
| 대흥치안센터   |      | 서울 마포구 대흥로 85       |                                                                                                 |
| 도화치안센터   |      | 서울 마포구 도화길 40       |                                                                                                 |
| 서강지구대     |      | 독막로22길 8 (창전동)       | 창전동, 상수동, 당인동, 신정동, 구수동, 하중동, 노고산동, 구수동 일부, 대흥동 일부, 서교동 일부 |
| 노고산치안센터 |      | 서울 마포구 신촌로18길 26   |                                                                                                 |
| 홍익지구대     |      | 양화로11길 63 (서교동)      | 합정동, 서교동 일부, 동교동 일부                                                                |
| 서교치안센터   |      | 서울 마포구 잔다리로6길 29  |                                                                                                 |
| 동교치안센터   |      | 서울 마포구 신촌로2안길 27  |                                                                                                 |
| 월드컵지구대   |      | 월드컵북로30길 24 (성산동)  | 성산1동, 중동, 성산2동 일부, 상암동 일부                                                        |
| 망원파출소     |      | 망원로2길 63 (망원동)       | 망원1·2동                                                                                       |
| 망원2치안센터  |      | 서울 마포구 월드컵로31길 18 |                                                                                                 |
| 연남파출소     |      | 연남로 4 (연남동)           | 연남동, 동교동 일부                                                                             |
| 상암파출소     |      | 매봉산로 76 (상암동)        | 상암동 일부, 성산동 일부                                                                        |

## 같이 보기
- 서울특별시지방경찰청